# ダイオウイトマキツムバイ
ダイオウイトマキツムバイ（大王糸巻き紡錘蛽）、学名 Manaria chinoi は、イトマキシワバイ科に分類される海産の巻貝の一種。殻長（殻高）80mm前後になり、イトマキシワバイ属 Manaria としては大型。殻は細長い紡錘形で、全体に白色で模様などはない。フィリピンのやや深い海に産するが、生きた貝が未だ採取されない珍品とされる。
種小名の chinoi は日本貝類学会の知野光雄（ちの みつお）への献名で、本種の新種記載に用いられた標本の多くは、知野がフィリピンの採取業者から購入して記載者のFraussenに託したものである。 

## 分布
- フィリピン南部

ミンダナオ島（ダバオ）沖、バラット島沖、アリグアイ島沖。

## 形態
大きさと形
殻高（殻長）は86mmほどになり、スレンダーな紡錘形をしている。螺塔は高く、後成層（後殻）は約10層ある。縫合が狭く溝状になるのが本種の目立つ特徴の一つである。
原殻（プロトコンク）
全ての標本で浸食されているため詳細は観察されていない。また後成層との明瞭な境界も確認されていない。
彫刻
細い螺肋が全体にあり、螺塔上部には縦肋もある。後成層のうち最初の4層は殻表面が浸食されているため螺肋は縦肋間にのみ認められる。5層目には細くシャープな9本の螺肋があり、ここでは螺肋と螺肋間はほぼ同じ幅で、螺肋は縦肋上でも消えずに縦肋を乗り越える。螺肋は成長にとともに数が増え、次体層では12本を数える。体層には41本の螺肋があり、体層上部では肋間は狭いが、殻底部では螺肋が細くなるとともに肋間は深く広くなり、時に螺肋間に二次的な螺条が現れることもある。縦肋は、3層目に10本、6層目には12本あるが、7層目付近からは弱くなり、成貝の体層ではほとんど消える。
殻質と色彩
殻は厚く、白色で模様はない。
殻口
縦長で、外唇は厚く、外唇内面には約7本の内肋がある。軸唇は弱く曲がり、中央やや上寄りに不定形な結節がある。

## 生態
水深100-160m、あるいは300mから死貝が得られているが、詳しい生態は知られていない。

## 分類
原記載
- 原記載名：　Manaria chinoi Fraussen, 2005
- 原記載文献：Novapex vol.6, no.3, pp.65-67240, pl.60, figs.1-6.[2]
- タイプ産地：

「Philippines, Mindanao, off Davao Island, 160 m deep, trawled by local fisherman.」（フィリピンミンダナオ島ダバオ沖、水深160 m、地元漁師のトロール網）
- タイプ標本[2][5]：　
  - ホロタイプ 殻高 81.8mm、殻幅 25.5mm タイプ産地産、パリ自然史博物館所蔵（登録番号：MNHN IM-2000-5802）
  - パラタイプ（1）80.0 x 26.9 mm タイプ産地産、知野光雄コレクション
  - パラタイプ（2）80.6 x 27.3 mm 同前、K. Fraussenコレクション nr.4120
  - パラタイプ（3）78.1 x 28.5 mm 同前、国立科学博物館所蔵（登録番号：NSMT-Mo 73740）
  - パラタイプ（4）86.0 x 29.0 mm アリグアイ島沖 水深100-150m（トロール網）、K. Fraussenコレクション  nr.4483
  - パラタイプ（5）82.8 x 27.6 mm 同前、K. Fraussenコレクション nr.4542
  - パラタイプ（6）79.2 x 26.2 mm 同前、知野光雄コレクション。

科の分類
原記載時にはエゾバイ科に分類されていたが、2021年に新科イトマキシワバイ科 Eosiphonidae が設立され、本種が分類されるイトマキシワバイ属 Manaria や近縁の属はこの科に分類されるようになった。
類似種
ダイオウイトマキツムバイは、縫合が溝状になること、成貝の体層では縦肋が消失すること、軸唇に結節ができること、サイズが大きいことなどで大部分のイトマキシワバイ属 Manaria の種から区別される。インド洋北部から報告されたこの属のタイプ種 Manaria thurstoni は縫合が弱く溝状になることや軸唇に結節があることで、最も本種に近似する種だが、螺塔の幅が広いこと、螺肋が太いこと、サイズが小さいことなどで区別される。